# Sunnerklauslaufen

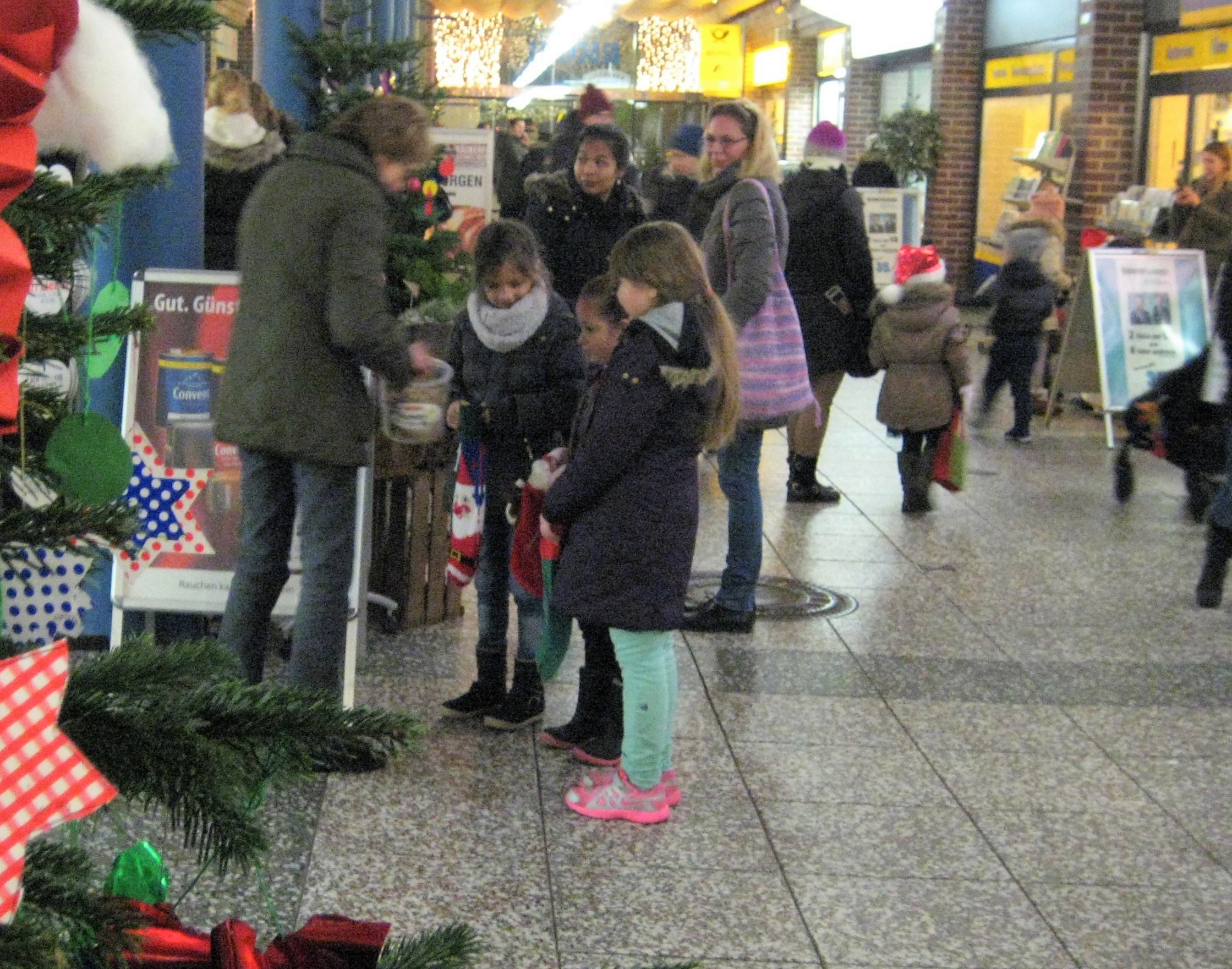
Kinder beim Nikolauslaufen in Bremen, 2016

Mit Sunnerklauslaufen oder Sunnerklaaslaufen (heute Nikolauslaufen) wird ein Bremer Brauch bezeichnet, der alljährlich am Abend des 6. Dezember – dem heutigen Nikolaustag – von Kindern in der Stadt Bremen und teils auch in der umgebenden Region ausgeübt wird. Dabei ziehen die meist verkleideten Kinder, oft zu mehreren oder in kleinen Gruppen, ab Einbruch der Dunkelheit durch die Stadtteile und Straßen und laufen von Haus zu Haus und Ladengeschäft zu Ladengeschäft, wo sie jeweils einen Spruch aufsagen oder ein Lied singen (traditionell in plattdeutscher Sprache) und so um Süßigkeiten bitten.

## Der Brauch

### Geschichte

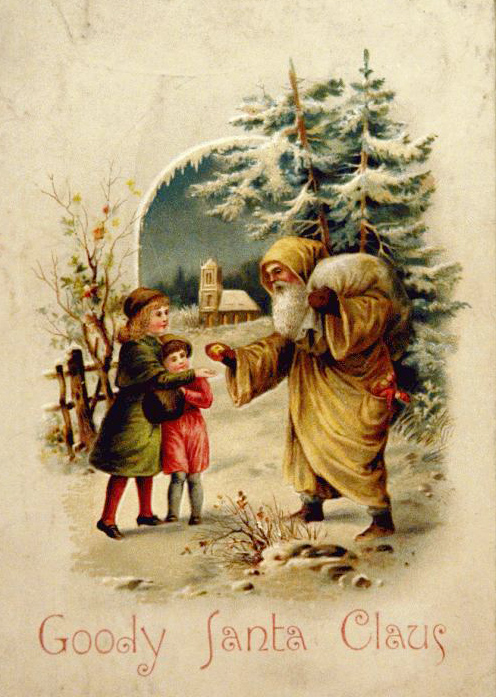
Santa Claus, 1889

Der Begriff leitet sich aus dem niederdeutschen „Sunte Klaas“ (Sankt Klaus) ab: Namensgeber für das Sunnerklauslaufen ist der heilige Nikolaus von Myra, ein wegen seiner Menschenfreundlichkeit und Freigiebigkeit verehrter griechischer Bischof aus dem 4. Jahrhundert, der auch Schutzpatron der Kaufleute und Seeleute war.
In Bremen war Nikolaus im Mittelalter auch ein beliebter Patron für Kirchen und Altäre. Es wird vermutet, dass der Brauch des Sunnerklauslaufen auf Dom- und Klosterschüler zurückgeht, die mit dem Umzug eines Kinderbischof Nikolaus um milde Spenden heischten. Dieser katholische Brauch, bei dem verschiedene plattdeutsche und hochdeutsche Lieder gesungen wurden, erhielt sich als eine Art Kostümfest auch in protestantischer Zeit. Anfangs nahmen vor allem Kinder ärmerer Schichten am Sunnerklauslaufen teil, die dabei etwas zu essen erhielten; später wurde es allgemeiner Brauch.
Der verkleidete Nikolaus wurde im 18. Jahrhundert vielfach als heidnische oder papistische Torheit angesehen, blieb als verbreiteter Brauch aber trotzdem lebendig. Die plattdeutschen Sprüche oder Gesänge wurden von den verkleideten Kindern im 19. Jahrhundert unter Stampfen mit Stäben (ursprünglich Krummstab des Bischofs) vorgetragen.

### Nikolaussprüche und Liedtexte
Überliefert sind eine Reihe von plattdeutschen Nikolaussprüchen und -liedern, die oft einen markanten Kehrreim beinhalten. Zu den bekanntesten Sprüchen und Liedern gehören u. a.:

“Sunnerklaus, de grote Mann

 Kloppt an ale Dören an,

 Lütte Kinner bringt he wat,

 Grote steckt he in ’nen Sack.
Ick bün so’n lütten Schipperjung,

 Mutt all mien Broot verdeen’n,

 Den ganzen Dag in’t Water stan

 Mit mine korten Been’n.
Halli, halli, hallo,

 Nu geiht’t na Bremen to!”

„Nikolaus, der große Mann,

 klopft an alle Türen an

 Kleinen Kindern bringt er was,

 große steckt er in den Sack.
Ich bin so ein kleiner Schiffsjunge

 muss all mein Brot verdienen,

 den ganzen Tag im Wasser stehen,

 mit meinen kurzen Beinen.
Halli, halli, hallo,

 Nun geht’s gen Bremen zu!“

Eine weitere Strophe:

“Ick bün so’n lütten König.

 Giff mi nich to wenig,

 Loot mi nich to lange stohn,

 Denn ick mutt noch wieder goon.”

„Ich bin so ein kleiner König.

 gib mir nicht zu wenig,

 laß mich nicht zu lange steh'n,

 denn ich muss noch weiter geh'n.“

Ein historischer Nikolausspruch aus Bremen-Hastedt:

“Miin Vadder is Zigarrenmaker,

 Miin Mudder ruppt Tabak,

 un wenn ji dat nich glöben willt,

 denn stek ick jo inn’n Sack.

Halli, halli, hallo,

 So geit’t nah Bremen to.”

„Mein Vater ist Zigarrenmacher,

 Meine Mutter rupft Tabak,

 und wenn ihr das nicht glauben wollt,

 dann steck ich euch in den Sack.

Halli, halli, hallo,

 So geht’s gen Bremen zu!“

### Brauch heute
Das Nikolauslaufen hat mittlerweile mehr den Charakter eines großen Spaßes angenommen, wobei das Verkleiden weniger im Vordergrund steht. In der Nachbarschaft wie in den Einkaufszentren werden die Beutel und Säcke der Kinder mit Bonbons, Keksen, Obst und anderen Geschenken gefüllt, wenn die Kinder in Scharen – und meist in Eile – ihre Gedichte aufsagen.